# Narcizo Parisotto
Narcizo Luiz Parisotto (Concórdia, 8 de fevereiro de 1945) é um político brasileiro e pastor da Igreja do Evangelho Quadrangular.

## Carreira
Foi deputado à Assembleia Legislativa de Santa Catarina na 13ª legislatura (1995 — 1999), na 14ª legislatura (1999 — 2003), na 15ª legislatura (2003 — 2007), na 16ª legislatura (2007 — 2011) e na 17ª legislatura (2011 — 2015). Nas eleições de 2014, em 5 de outubro, foi reeleito deputado estadual para a 18ª legislatura (2015 — 2019).
Parisotto é pastor evangélico desde a década de 70, iniciando sua trajetória ministerial no Paraná, e logo em seguida indo para Santa Catarina. Atualmente é o presidente do Conselho Estadual de Diretores catarinense.